# Castello Aselmeyer
Il castello Aselmeyer è un edificio civile edificato dall'architetto britannico Lamont Young ubicato in corso Vittorio Emanuele nella città di Napoli, nel quartiere Chiaia.

## Storia e descrizione
Dopo l'acquisto dei suoli espropriati per la costruzione della nuova strada cittadina, l'edificazione della struttura prevedeva inizialmente (nel 1899) l'innalzamento di un albergo, in corrispondenza del parco Grifeo. Negli anni successivi, furono acquistati altri suoli adiacenti per realizzare i cortili interni del palazzo.

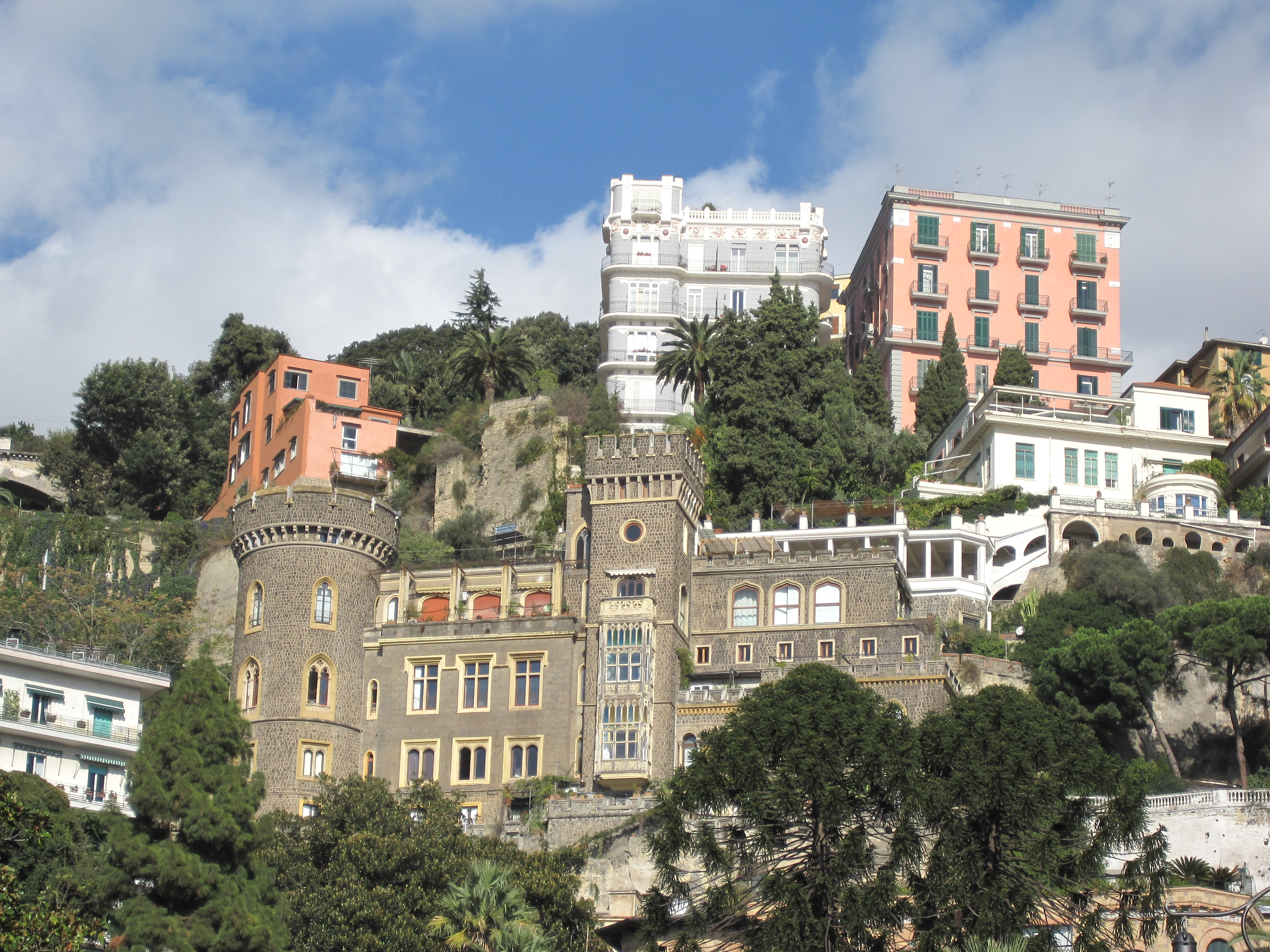
Particolare della facciata vista da piazza Amedeo

L'edificio fu eretto definitivamente nel 1902 dall'impresa Mannajuolo come residenza personale e due anni dopo fu venduto al banchiere Carlo Aselmeyer, quando lo stesso Young si trasferì sull'isola della Gaiola. Negli anni successivi gli ambienti interni sono stati man mano sempre più frazionati, costituendo diversi appartamenti privati.
L'edificio rappresenta uno dei più riusciti esempi di architettura neomedievale della città; presenta numerosi elementi autobiografici dell'architetto, oltre ad evidenti elementi "elisabettiani" e "Tudor".
Il progetto risulta una combinazione di elementi dell'architettura gotica inglese, come archi inflessi o ogivali e presenta torri sporgenti, in modo da dare al castello una impronta di carattere medievale. Inoltre meritano annotazione anche i materiali utilizzati per edificare il castello, infatti, la facciata, costituita da due torri laterali, è rivestita interamente da bugne in pietra vesuviana, mentre gli interni (soffitti, pavimenti, pareti, scale, porte) sono tutti in legno.
Il castello sarà un'opera decisamente rilevante per l'architetto, infatti dopo circa venti anni egli edificherà, sempre a Napoli, un altro edificio che ricorda in molti aspetti quello di corso Vittorio Emanuele, ovvero villa Ebe, sulle rampe di Pizzofalcone.